# КнигоВир
Видавництво "КнигоВир" (колишня назва "Скриня") — книжкове видавництво християнської літератури у Львові.   

## Про видавництво
Видавництво «КнигоВир» видає дитячу літературу.
Щорічно видавництво бере участь у Форумі видавців у Львові . 

## Акції
Видавництво, починаючи з часу заснування як «Скриня» і тепер як «КнигоВир», проводить благодійні акції, зокрема:
- Акція до дня святого Миколая (Щорічно) [2] [3][4]
- Акція «Кожна четверта книга в подарунок для дітей-сиріт», проведена разом з Центр Опіки Сиріт [Архівовано 20 Грудня 2016 у Wayback Machine.] (2013 р.) [5]

## Книги
- Людмила Гридковець. Абетка від Ангелика [6].
- Тома Шпідлік.  «Професор Уліпіспірус та інші історії», перекладач Маслюх Андрій [7]
- Тетяна Броніковска. "Пригоди Пін і Гвіна", художник Ольга Сульжук[8].
- Мирослав Вонс.  "Як звірі ковчег Ноя шукали", "Як звірі у Ноєвому ковчезі подорожували" [9] ,
- Мирослав Вонс. "Годинник від татуся" [10]
- Тетяна Зінько. "Петрик бешкетник", художник Тарас Кеб [Архівовано 20 Грудня 2016 у Wayback Machine.] [11]
- Наталія Сиротич. [Архівовано 5 Листопада 2016 у Wayback Machine.] Казки по новому-I, II", художник Христина Рейнарович
- Лист святому Миколаєві, автор Ідеї Христина Слободян [12] [13].